# Le Bourreau (roman)
Pour l’article homonyme, voir Bourreau.

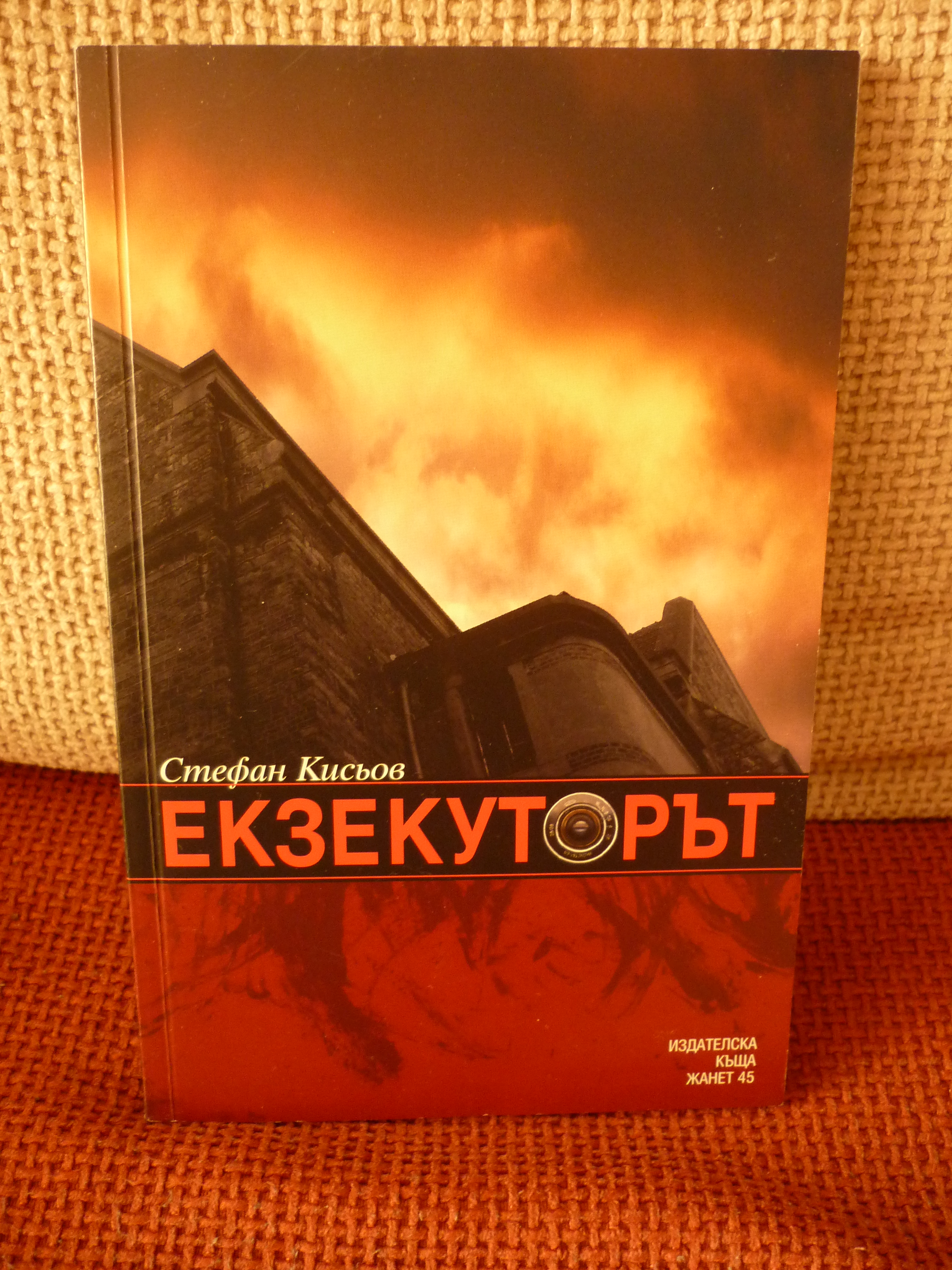
Le Bourreau de Stefan Kisyov

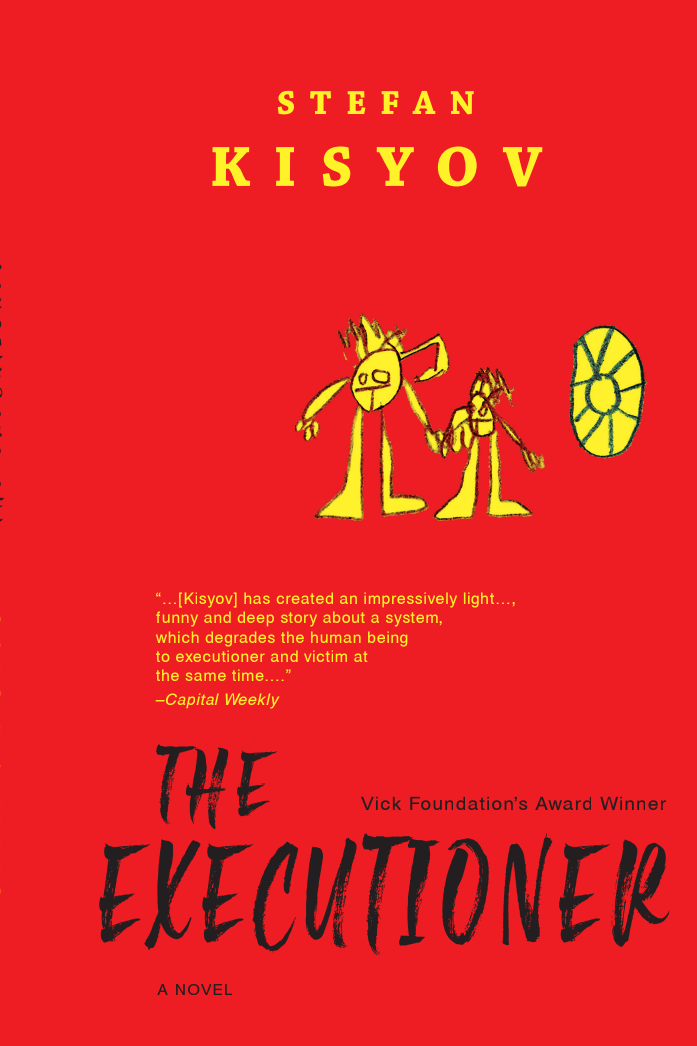
L'edition anglais du roman Le Bourreau de Stefan Kisyov

Le Bourreau est un roman de fantasy satirique écrit par l'écrivain bulgare Stefan Kisyov, pour l'assassinat de Guéorgui Markov à Londres par les tueurs de la sécurité d'État avec le parapluie bulgare. Il a été publié en 2003.
Avec son livre Le Bourreau Stefan Kisyov est le premier lauréat du Grand Prix de Fondation Vick du « meilleur roman de l'année 2004 ». Le titre du roman éveille chez le lecteur des attentes relatives à l’apparition d’un meurtrier particulièrement cruel, mais Stefan Gachtev est une petite personne amusante qui a cherché à devenir célèbre durant toute sa vie. Il grandit dans l'univers du cirque, travaille en tant que clown, fait des études pour devenir fakir, puis pilote, avant d’être envoyé en prison de manière tout à fait inattendue et de s’y retrouver à faire office de bourreau. Il s’envole finalement dans l'espace pour revenir sur terre 20 ans plus tard, à une époque plus obscure que jamais. Ses mésaventures sont si terrifiantes que le célèbre auteur Stephen-Larry King (qui traverse alors une phase de blocage créatif) décide de les utiliser, mais il meurt d’une manière misérable et tout à fait ridicule. Seule la partie « non fictionnelle » de son ébauche demeure.
Stefan Kisyov déroule la vie de Gachtev au moyen de fragments écrits à la limite du factuel de sorte que la réalité ironiquement déplacée des années 1960 à 1980 s’avère aisément reconnaissable. L’espace joue un rôle important dans ce roman de « faiction » (un mélange de faits et de fiction) : il est à la source du mythe familiale (le père est un extraterrestre) et du mythe politique dominant (le système veut conquérir l’espace), mais, plus encore, il agit comme un dispositif narratif astucieux permettant d’opérer des changements d’échelle abrupts et efficaces. En recourant aux instruments littéraires de la clownerie, de la farce et de l’absurdité, Stefan Kisyov a créé une histoire étonnamment légère (au sens où Kundera l’entend), amusante et profonde au sujet d’un système qui dégrade l’être humain au rang de bourreau tout en en faisant également une victime.

## Éditions
- Stefan Kisjov, Kat, Překl. Naďa Aljanabiová, Brno, Barrister & Principal, 2012[4].
- Stefan Kissiov, Ekzekutor, Prevela sa bugarskog Asja Tihinova-Jovanović, Podgorica, Oktoih, 2012, 91 pages[5].